# Juwono Sudarsono
Juwono Sudarsono (Ciamis, 5 de março de 1942) é um político indonésio.
Foi ministro da defesa da Indonésia de 1999 a 2000 e desde 21 de outubro de 2004 a 2009, sendo o primeiro civil a ocupar esse cargo em 50 anos.
Em 1998 foi ministro do Estado, depois ministro da Educação e da Cultura até 1999, e embaixador no Reino Unido de 2003 a 2004.